# Національна кінематека України
Національна кінематека України (також НКУ, до 1992 "ТО документальних та наукових фільмів студії «Київнаукфільм») — державна кіностудія, утворена в 1992 році шляхом реорганізації Київської студії науково-популярних фільмів, що випускала наукові (з 1940) та мультиплікаційні (з 1959 року) стрічки.

## Історія
На початку 1930-х років на Київській кіностудії Українфільму було відкрито відділ «Техфільм» зі спеціалізацією на освітніх фільмах. Серед перших фільмів «Техфільму» — «Людина і мавпа» А. Вінницького, Ю. Муріна, «Напівавтоматичне блокування» Д. Федоровського, кінокурси для Червоної Армії.
1 січня 1941 року відділ було перетворено на однойменну кіностудію. В 1942—44 студію евакуйовано до Ташкента, де випускались навчальні та пропагандистські фільми для Радянської Армії. З 1944 року — знову в Києві.
З 1954 отримала назву Київська студія науково-популярних фільмів (скорочено — «Київнаукфільм»). У 1966 році споруджено сучасний студійний комплекс з кількома павільйонами, кінолабораторією, цехами художньої й технічної мультиплікації. Щороку студія випускала понад 400 науково-популярних, художньо-мультиплікаційних, пропагандистських, навчальних та рекламних фільмів. Понад 300 фільмів, створених на студії, відзначено призами й дипломами на всесоюзних та міжнародних кінофестивалях. Нагороджена орденом Трудового Червоного Прапора (1967).
Станом на 1991 рік на студії функціонувало шість творчих об'єднань: «Нотабене» (художній керівник Юрій Аліков), «Четвер» (художній керівник Володимир Задумін), «Тяжіння» (художній керівник Тимур Золоєв), «Спектр» (художній керівник Володимир Міндлін), «Відгук» (художній керівник Віктор Олендер), «Культурне надбання» (художній керівник Юрій Омельчук).
З жовтня 2015 року порушено справу про банкрутство кіностудії.

## Популярні документальні та наукові фільми
- Мова тварин (1967)
- Гімнаст (1967)
- Шахтарський характер (1968)
- Чи думають звірі? (1970)
- Микола Амосов (1970)
- Індійські йоги — хто вони? ( А.Серебреников,1970)
- Луна наших емоцій (1977)
- Сонце (1980)
- Походження і розвиток небесних тіл (1983)
- Зірка Вавілова (Анатолій Борсюк; 1984)
- Экспертиза одной сенсации (1985)
- Отпечаток (1985)
- Теплові насоси (1986)
- Гравітаційне поле (1987)
- Мужчина с шести до полуночи
- Толкование сновидений (1989)
- Миссия Рауля Валенберга (1990)
- Невідома Україна (1993)

## Відомі особистості студії
- Грачов Микола Васильович
- Золоєв Таймураз Олександрович
- Лосєв Сергій Дмитрович
- Остахнович Борис Петрович (1927—2015) — з 1965 по 1988 роки був директором Київської кіностудії науково-популярних фільмів.
- Станілевич Геннадій Віталійович — генеральний директор з 2015 року